# Arce - Artzi
Arce - Artzi là một đô thị trong tỉnh và cộng đồng tự trị Navarre, Tây Ban Nha. Đô thị này có diện tích là 146,35 ki-lô-mét vuông, dân số năm 2007 là 267 người.
Đô thị nằm ở độ cao 589 m trên mực nước biển.

## Biến động dân số
| Biến động dân số                                   | Biến động dân số | Biến động dân số | Biến động dân số | Biến động dân số | Biến động dân số | Biến động dân số | Biến động dân số | Biến động dân số | Biến động dân số | Biến động dân số |
| 1996                                               | 1998             | 1999             | 2000             | 2001             | 2002             | 2003             | 2004             | 2005             | 2006             | 2007             |
| -------------------------------------------------- | ---------------- | ---------------- | ---------------- | ---------------- | ---------------- | ---------------- | ---------------- | ---------------- | ---------------- | ---------------- |
| 317                                                | 303              | 302              | 305              | 299              | 291              | 283              | 275              | 273              | 272              | 267              |
| Nguồn: Arce et instituto de estadística de navarra |                  |                  |                  |                  |                  |                  |                  |                  |                  |                  |